# Grand Prix Formule 1 van Brazilië 2001
De Grand Prix Formule 1 van Brazilië 2001 werd gehouden op 1 april 2001 op Interlagos in São Paulo.

## Verslag
Tijdens de start kwam Mika Häkkinen niet van zijn plaats en dat betekende een vroeg einde van zijn race.  De race werd kort geneutraliseerd zodat zijn wagen van de baan kon worden verwijderd.
Toen de race werd vrijgegeven besloot Juan Pablo Montoya om in de eerste bocht Michael Schumacher te passeren voor de leiding,  waarbij de twee elkaar even toucheerden. Rubens Barrichello kon niet lang genieten van zijn thuisrace, want hij botste met Ralf Schumacher en eindigde in het grind. 
Ralf Schumacher verloor veel tijd in de pits omdat zijn achtervleugel vervangen moest worden.
Montoya leidde een groot deel van de wedstrijd, tot hij Jos Verstappen op een ronde zette en Verstappen vervolgens op de achterkant van de Williams klapte zodat beide coureurs de strijd moesten staken.
Kort daarna begon het hard te regenen en dat leek in het voordeel van leider Schumacher.
Echter had Schumacher moeite om zijn wagen op de baan te houden en spinde zelfs,  zodat Coulthard hem kon naderen.  
Coulthard passeerde Schumacher in de eerste bocht  met behulp van  achterblijver Tarso Marques die de Duitser buitenom passeerde, terwijl Coulthard hem op hetzelfde moment binnendoor voorbij ging. 
Michael gleed vervolgens nog eens van de baan, zodat Coulthard zijn overwinning veilig kon stellen.

## Uitslag
| Positie | Nummer | Rijder                | Team               | Ronden | Tijd/Opgave    | Startplaats | Punten |
| ------- | ------ | --------------------- | ------------------ | ------ | -------------- | ----------- | ------ |
| 1       | 4      | David Coulthard       | McLaren - Mercedes | 71     | 1:39:00.834    | 5           | 10     |
| 2       | 1      | Michael Schumacher    | Scuderia Ferrari   | 71     | +16.164        | 1           | 6      |
| 3       | 16     | Nick Heidfeld         | Sauber - Petronas  | 70     | +1 Ronde       | 9           | 4      |
| 4       | 9      | Olivier Panis         | BAR-Honda          | 70     | +1 Ronde       | 11          | 3      |
| 5       | 12     | Jarno Trulli          | Jordan-Honda       | 70     | +1 Ronde       | 7           | 2      |
| 6       | 7      | Giancarlo Fisichella  | Benetton Formula   | 70     | +1 Ronde       | 18          | 1      |
| 7       | 10     | Jacques Villeneuve    | BAR-Honda          | 70     | +1 Ronde       | 12          |        |
| 8       | 22     | Jean Alesi            | Prost Grand Prix   | 70     | +1 Ronde       | 15          |        |
| 9       | 20     | Tarso Marques         | Minardi            | 68     | +3 Rondes      | 22          |        |
| 10      | 8      | Jenson Button         | Benetton Formula   | 64     | +7 Rondes      | 20          |        |
| 11      | 11     | Heinz-Harald Frentzen | Jordan-Honda       | 63     | Elektrisch     | 8           |        |
| Ret     | 17     | Kimi Räikkönen        | Sauber - Petronas  | 55     | Gespind        | 10          |        |
| Ret     | 5      | Ralf Schumacher       | Williams-BMW       | 54     | Gespind        | 2           |        |
| Ret     | 23     | Gaston Mazzacane      | Prost Grand Prix   | 54     | Koppeling      | 21          |        |
| Ret     | 18     | Eddie Irvine          | Jaguar Racing      | 52     | Gespind        | 13          |        |
| Ret     | 6      | Juan Pablo Montoya    | Williams-BMW       | 38     | Botsing        | 4           |        |
| Ret     | 14     | Jos Verstappen        | Arrows - Asiatech  | 37     | Botsing        | 17          |        |
| Ret     | 19     | Luciano Burti         | Jaguar Racing      | 30     | Motor          | 14          |        |
| Ret     | 21     | Fernando Alonso       | Minardi            | 25     | Elektrisch     | 19          |        |
| Ret     | 15     | Enrique Bernoldi      | Arrows - Asiatech  | 15     | Hydrauliek     | 16          |        |
| Ret     | 2      | Rubens Barrichello    | Scuderia Ferrari   | 2      | Botsing        | 6           |        |
| Ret     | 3      | Mika Häkkinen         | McLaren - Mercedes | 0      | Startproblemen | 3           |        |

## Wetenswaardigheden
- Eerste podium: Nick Heidfeld
- Mika Häkkinen viel al bij de start uit omdat hij niet weg kon komen.
- Juan Pablo Montoya was hard op weg naar zijn eerste Grand Prix-overwinning, maar werd van achteren geraakt door Jos Verstappen.
- Bij de uitzending op RTL 5  besluit men tijdens de live-uitzending een 1 aprilgrap uit te halen waarin het nieuws naar buiten zou zijn gekomen dat Jos Verstappen bij het team van Ferrari  zou hebben getekend.   Olav Mol,  Jack Plooij, Jos Verstappen, diens manager Huub Rothengatter en zelfs de persdienst van Ferrari zaten in het complot. Men hoopte tevergeefs dat de Nederlandse pers in deze grap zou trappen.
- De laatste 25 ronden van de race stonden in het teken van hevige regen.

## Statistieken
| Snelste ronde | Ralf Schumacher | Williams-BMW | 1:15.693 |

## Noot
- Dit was de honderdste Grand Prix-start voor een Spaanse coureur.
- Eerste rondes als raceleider voor Juan Pablo Montoya en voor een Colombiaanse coureur.
- Eerste podiumplaats voor Nick Heidfeld en de negende opeenvolgende podiumplaats voor Michael Schumacher. HIermee evenaarde Schumacher het record van Alberto Ascari (1953), Jim Clark (1963), Niki Lauda (1976), en Nelson Piquet (1987).
- Tiende Grand Prix-winst voor David Coulthard.

1972 · 1973 · 1974 · 1975 · 1976 · 1977 · 1978 · 1979 · 1980 · 1981 · 1982 · 1983 · 1984 · 1985 · 1986 · 1987 · 1988 · 1989 · 1990 · 1991 · 1992 · 1993 · 1994 · 1995 · 1996 · 1997 · 1998 · 1999 · 2000 · 2001 · 2002 · 2003 · 2004 · 2005 · 2006 · 2007 · 2008 · 2009 · 2010 · 2011 · 2012 · 2013 · 2014 · 2015 · 2016 · 2017 · 2018 · 2019